# Mermessus
Mermessus O. P.-Cambridge, 1899 è un genere di ragni appartenente alla famiglia Linyphiidae.

## Distribuzione
Le ottantuno specie oggi attribuite a questo genere sono state rinvenute prevalentemente nella regione olartica e nell'ecozona neotropicale: la specie dall'areale più vasto è la M. fradeorum che può ritenersi cosmopolita. I rinvenimenti di esemplari di M. denticulatus in territorio europeo sono ritenuti dovuti ad introduzione da parte dell'uomo.
In Italia sono stati rinvenuti esemplari di M. trilobatus, anche se l'attribuzione appare incerta.

## Tassonomia
Considerato un sinonimo anteriore di Eperigone Crosby & Bishop, 1928, da uno studio di Miller del 2007; a sua volta, Eperigone è considerato un sinonimo anteriore di Anerigone Berland, 1932 a seguito di un lavoro di Jocqué del 1984, e di Aitutakia Marples, 1960 da un lavoro di Beatty, Berry & Millidge del 1991.
È anche sinonimo anteriore di Sinoria Crosby & Bishop, 1938, sempre secondo lo stesso studio di Miller del 2007
A dicembre 2011, si compone di 81 specie:
1. Mermessus agressus (Gertsch & Davis, 1937) — USA, Messico
2. Mermessus albulus (Zorsch & Crosby, 1934) — USA
3. Mermessus annamae (Gertsch & Davis, 1937) — Messico
4. Mermessus antraeus (Crosby, 1926) — USA, Messico
5. Mermessus augustae (Crosby & Bishop, 1933) — USA
6. Mermessus augustalis (Crosby & Bishop, 1933) — USA, Canada
7. Mermessus avius (Millidge, 1987) — Messico
8. Mermessus brevidentatus (Emerton, 1909) — USA
9. Mermessus bryantae (Ivie & Barrows, 1935) — America settentrionale, Cuba, Venezuela, Isole Azzorre
10. Mermessus caelebs (Millidge, 1987) — Panama, Venezuela
11. Mermessus coahuilanus (Gertsch & Davis, 1940) — USA, Messico
12. Mermessus cognatus (Millidge, 1987) — dal Messico alla Costa Rica
13. Mermessus colimus (Millidge, 1987) — Messico
14. Mermessus comes (Millidge, 1987) — Messico
15. Mermessus conexus (Millidge, 1987) — Messico
16. Mermessus conjunctus (Millidge, 1991) — Brasile
17. Mermessus contortus (Emerton, 1882) — USA
18. Mermessus denticulatus (Banks, 1898) — dagli USA alla Colombia (Europa, introdotto)
19. Mermessus dentiger O. P.-Cambridge, 1899[4] — dagli USA al Guatemala, Caraibi
20. Mermessus dentimandibulatus (Keyserling, 1886) — Colombia, Perù
21. Mermessus dominicus (Millidge, 1987) — Dominica
22. Mermessus dopainus (Chamberlin & Ivie, 1936) — Messico
23. Mermessus entomologicus (Emerton, 1911) — USA, Canada
24. Mermessus estrellae (Millidge, 1987) — Messico
25. Mermessus facetus (Millidge, 1987) — Costa Rica
26. Mermessus floridus (Millidge, 1987) — USA
27. Mermessus formosus (Millidge, 1987) — Messico
28. Mermessus fractus (Millidge, 1987) — Costa Rica
29. Mermessus fradeorum (Berland, 1932) — cosmopolita
30. Mermessus fuscus (Millidge, 1987) — Messico
31. Mermessus hebes (Millidge, 1991) — Venezuela
32. Mermessus holdus (Chamberlin & Ivie, 1939) — USA, Canada
33. Mermessus hospita (Millidge, 1987) — Messico
34. Mermessus ignobilis (Millidge, 1987) — Messico
35. Mermessus imago (Millidge, 1987) — Messico
36. Mermessus index (Emerton, 1914) — USA, Canada
37. Mermessus indicabilis (Crosby & Bishop, 1928) — USA
38. Mermessus inornatus (Ivie & Barrows, 1935) — USA
39. Mermessus insulsus (Millidge, 1991) — Perù
40. Mermessus jona (Bishop & Crosby), 1938) — USA, Canada
41. Mermessus leoninus (Millidge, 1987) — Messico
42. Mermessus libanus (Millidge, 1987) — Messico
43. Mermessus lindrothi (Holm, 1960) — Alaska
44. Mermessus maculatus (Banks, 1892) — Russia, dal Canada al Guatemala
45. Mermessus maderus (Millidge, 1987) — USA
46. Mermessus major (Millidge, 1987) — USA
47. Mermessus mediocris (Millidge, 1987) — USA, Canada
48. Mermessus medius (Millidge, 1987) — Messico
49. Mermessus merus (Millidge, 1987) — Messico
50. Mermessus mniarus (Crosby & Bishop, 1928) — USA
51. Mermessus modicus (Millidge, 1987) — USA
52. Mermessus montanus (Millidge, 1987) — Messico
53. Mermessus monticola (Millidge, 1987) — Messico
54. Mermessus moratus (Millidge, 1987) — Messico
55. Mermessus naniwaensis (Oi, 1960) — Cina, Giappone
56. Mermessus nigrus (Millidge, 1991) — Colombia
57. Mermessus obscurus (Millidge, 1991) — Colombia
58. Mermessus orbus (Millidge, 1987) — Messico
59. Mermessus ornatus (Millidge, 1987) — Messico
60. Mermessus paludosus (Millidge, 1987) — Canada
61. Mermessus paulus (Millidge, 1987) — USA
62. Mermessus perplexus (Millidge, 1987) — Messico
63. Mermessus persimilis (Millidge, 1987) — Messico
64. Mermessus pinicola (Millidge, 1987) — Messico
65. Mermessus probus (Millidge, 1987) — Messico
66. Mermessus proximus (Keyserling, 1886) — Perù
67. Mermessus rapidulus (Bishop & Crosby, 1938) — Nicaragua, Costa Rica, Panama
68. Mermessus singularis (Millidge, 1987) — Messico
69. Mermessus socius (Chamberlin, 1948) — USA
70. Mermessus sodalis (Millidge, 1987) — USA
71. Mermessus solitus (Millidge, 1987) — USA
72. Mermessus solus (Millidge, 1987) — Messico
73. Mermessus subantillanus (Millidge, 1987) — Guadalupa (Antille)
74. Mermessus taibo (Chamberlin & Ivie, 1933) — USA, Canada
75. Mermessus tenuipalpis (Emerton, 1911) — USA
76. Mermessus tepejicanus (Gertsch & Davis, 1937) — Messico
77. Mermessus tibialis (Millidge, 1987) — USA
78. Mermessus tlaxcalanus (Gertsch & Davis, 1937) — Messico
79. Mermessus tridentatus (Emerton, 1882) — USA, Canada, Porto Rico
80. Mermessus trilobatus (Emerton, 1882) — Regione olartica
81. Mermessus undulatus (Emerton, 1914) — USA, Canada

### Specie trasferite
- Mermessus rectangulatus (Emerton, 1915); trasferita al genere Diplocentria Hull, 1911, con la nuova denominazione Diplocentria rectangulata (Emerton, 1915), a seguito di uno studio dell'aracnologo Roewer del 1955[1].